# Guitar Hero On Tour: Modern Hits
Guitar Hero On Tour Modern Hits – wydana 26 czerwca 2009 roku przez Activision na konsole Nintendo DS gra muzyczna z serii Guitar Hero.

## Rozgrywka
W grze zamiast instrumentu sterujemy specjalną podstawką o nazwie Guitar Grip.

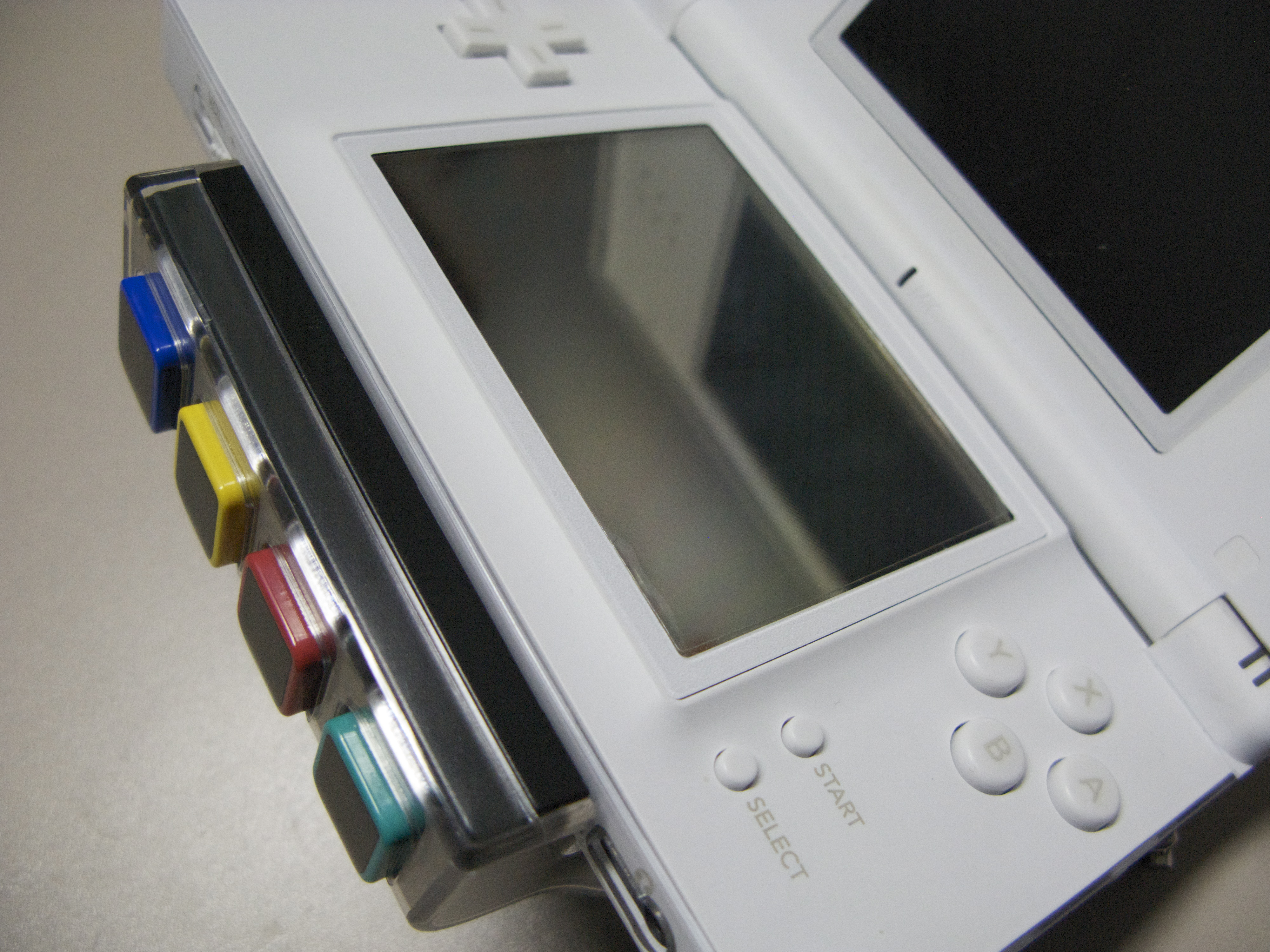
Guitar Grip

W grze również podniósł się poziom trudności. Nie wystarczy teraz zagrać piosenki, trzeba spełnić wymagania publiczności, np. uzyskać odpowiedni mnożnik albo wykonać dostatecznie długie combo.

## Soundtrack
W grze GH OT:MH oczywiście najważniejsza jest muzyka. Autorzy do naszej dyspozycji oddali ok. 25 utworów stworzonych na przestrzeni ostatnich 5 lat. Są wśród nich przeboje takich wykonawców jak Franz Ferdinand, Lenny Kravitz, Kaiser Chiefs, Coldplay, Evanescence czy Tenacious D.